# Федерати
Федерати (лат. Foederati) — союзні Риму племена. Значення терміна змінювалося впродовж історії
Стародавнього Риму.
У часи Римської республіки федератами називали племена, зв'язані з Римом договором вірності (foedus). Вони не були колоніями, але й не були громадянами, однак повинні були постачати військову допомогу Риму в разі потреби.
У часи пізньої Римської імперії існувала практика субсидування цілих племен: антів, франків, вандалів, аланів, візіготів за те, що вони постачати рекрутів до римського війська. Аларіх почав свою кар'єру на чолі загону федератів.